# Kolonia Hutki
Kolonia Hutki – kolonia w Polsce położona w województwie śląskim, w powiecie częstochowskim, w gminie Konopiska.